# T-60 (戦車)
T-60は、第二次世界大戦中のソビエト連邦で開発された軽戦車である。

## 概要
ソビエト赤軍の開発した軽戦車は、偵察を主任務とした軽量小型で軽武装ながら水陸両用性能を持つものと、それらより大きく重量がある歩兵支援用の重武装型（相対的に）の2種類が存在するが、偵察用水陸両用軽戦車であるT-40は独ソ開戦後ほどなく水陸両用機能を廃止されて武装と装甲を強化したT-30に発展した。しかしこれはT-40同様の浮行用の車体デザインのままであり、一方ではN.A.アストロフ技師の設計チームにより、最初から陸上専用に設計された偵察用軽戦車が試作されていた。
この試作車はトーションバー・サスペンションのT-40のシャーシを元にしてはいるものの、浮力を稼ぐための車体容積を削って絞り込んだ結果、同程度の重量ながら車体前面下部と操縦席の装甲、砲塔で25mm（後期型で35mm）と倍の厚さにできた（ただし70度に傾斜した前面装甲は15mmにすぎない）。それ以外のエンジンや操行装置、2名の乗員配置などは以前とさほど変らず、TNSh 20mm機関砲を装備した本車は1941年10月、T-60として採用された。
モスクワ前面にドイツ軍が迫る危急の時であり、またより高性能のT-50を量産する余裕も無く、T-60には当初から1万輌という大量生産の命令が出された。疎開により遅れつつも4つの工場で順に量産に入り、12月半ばには量産第一号が完成した。より強化されたT-70の生産開始から半年後の1942年の秋までに6,045輌が生産された。

## 実戦での運用
次々に前線に送られた本車は本来の偵察などの任務に用いる余裕はなく、跨乗歩兵を乗せての攻撃任務に用いられた。これは武装・装甲が従来よりは強化されたとはいえ、軽戦車に向いた任務ではなく、他の軽戦車共々容易に撃破され、"Братская могила на двоих"（「二人兄弟の墓」の意）というあだ名まで付けられた。また偵察用に作られながら、小型で車体底部と地面との間が狭く、泥濘地や雪原では車体底面が接地して動けなくなるなど、機動性にも問題があった。
にもかかわらず、赤軍は疎開中の工場で製造中のT-34やKVといった強力な戦車が大量生産されて数を揃えるまでの時間を稼ぐため、これら軽戦車で戦線を維持するしかなく、レンドリースで送られてきたイギリス製戦車と共に、翌年のドイツ軍の夏季攻勢に対しても投入され続けた。
味方からもその価値を疑われたT-60は、これを捕獲したドイツ軍により"Panzerkampfwagen T-60 743(r)."の外国器材番号が与えられたが、調査報告では「華奢で戦力価値なし」「捕獲しても使い道が限られる」とされ、武装や砲塔を撤去して、大砲を牽引する装甲トラクターとして用いられた。
しかし中には、この戦車でソ連邦英雄の称号を得た者もいた。1943年1月、第5号パショーロクの戦いで、Ⅲ号戦車3輌を発見した戦車長ディミトリー・オサーチュク中尉と操縦士のイヴァン・マカレンコフ曹長は、これらを挑発しておびき出し、隠れていた味方の野砲陣地に近づき横腹を向けさせ、2輌を撃破させるのに成功した。
また1942年のドイツ軍夏期攻勢（ブラウ作戦）では、T-60が車体の小ささを生かし、背の高い草の原を抜けて密かにドイツ軍歩兵に接近、奇襲をかけ大きな損害を与えたことが記録されている。

## 各型および派生型
T-60
1941年型。T-40をベースにしているが車体は完全な新設計で、水陸両用機能は最初から廃止されている。航空機用の20mm機関砲を搭載。
T-60A
1942年型。前面装甲が35mmに強化され、転輪がスポーク型から円盤型に変更されている。

### 派生型
BM-8-24
砲塔を外したT-60の車体に2段式24連装カチューシャ・ロケットランチャーを搭載した自走ロケット砲型。
BM-8-36
搭載するカチューシャ・ロケットランチャーを3段式の36連装型としたモデル。
アントノフ A-40
T-60に複葉の主翼と双ブーム式の尾翼を持つグライダーを結合させた空挺戦車。

TACAM T-60
ルーマニアで製造された対戦車自走砲。捕獲した本車にこれも捕獲した76.2mm野砲を搭載したもの。

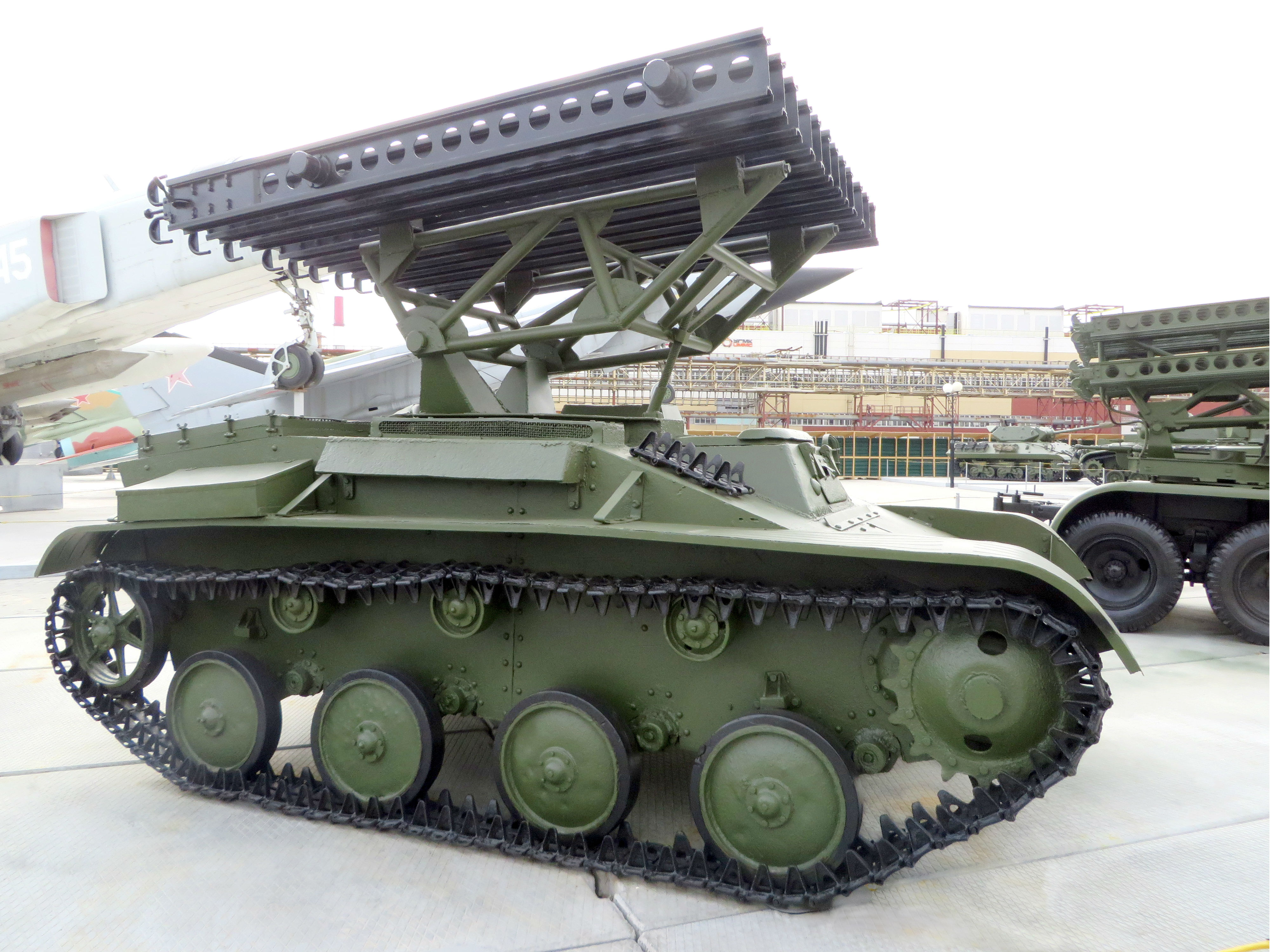
BM-8-24
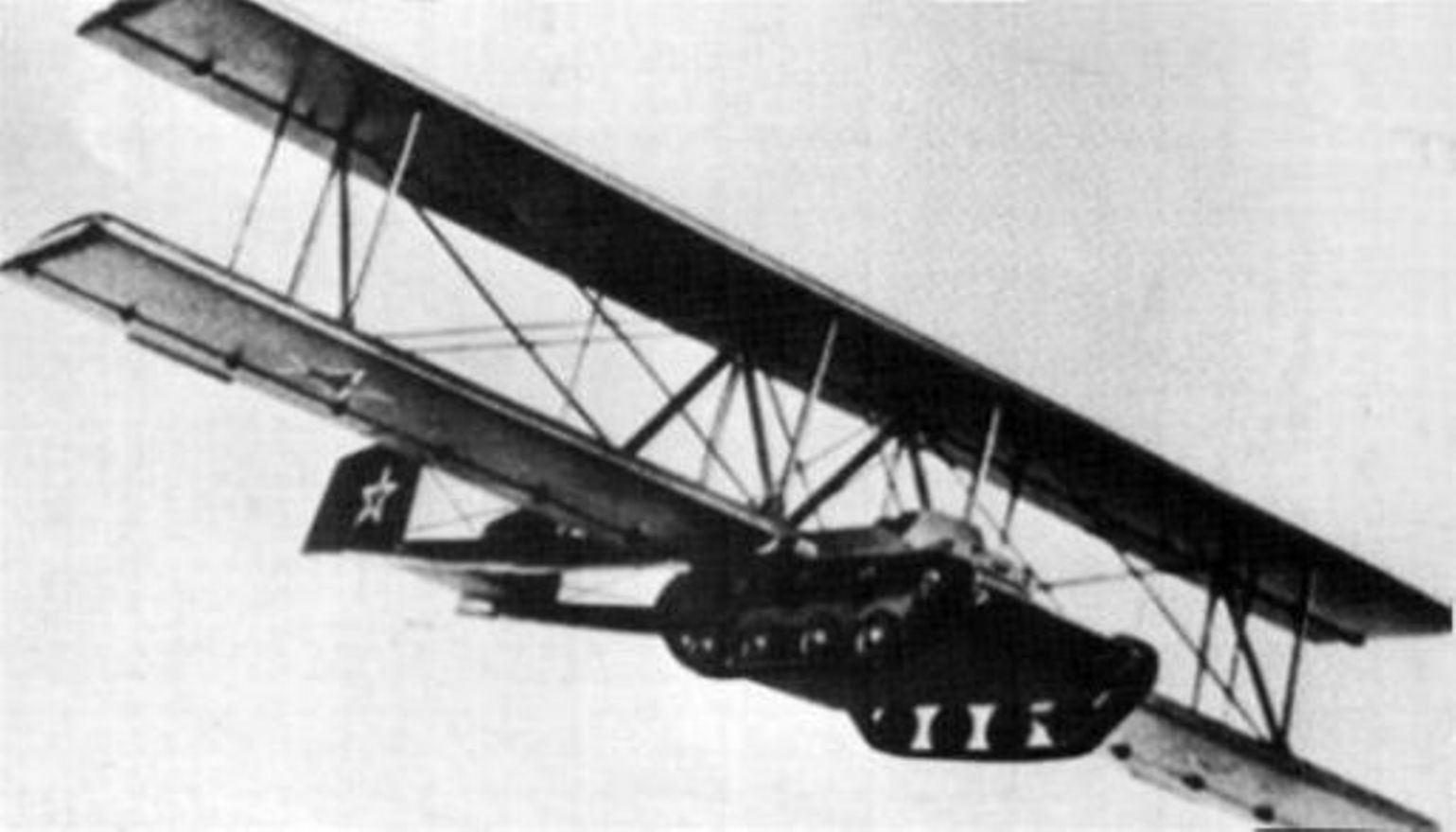
空挺グライダー戦車 A-40のデザインモデル テストに際しては履帯の抵抗が大き過ぎて離陸できず、現実には画像のようには飛行していない。
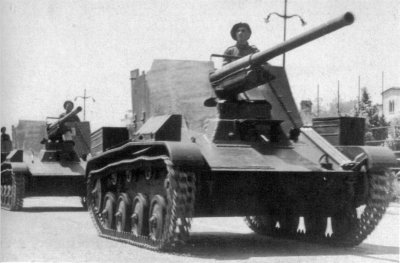
TACAM T-60

## 登場作品
『War Thunder』
ソ連軽戦車T-60として登場。
『World of Tanks』
ソ連軽戦車T-60として開発可能。

## 参照元
- 高田裕久, 「第2次大戦のソ連軍用車両(上)」, 「グランドパワー」デルタ出版, 1997年9月号
- 稲田美秋, 「第2次大戦のソ連軍陸戦兵器(2)」, 「グランドパワー」デルタ出版, 1999年1月号
- “Soviet light tank T-60”.   Kubinka tank museum, Moscow. 2020年4月1日閲覧。